# هشت‌ونیم

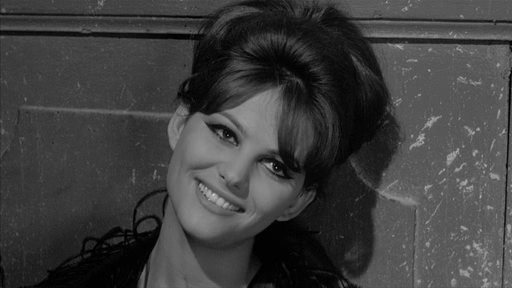
کاردیناله در صحنه‌ای از این فیلم

هشت و نیم (عنوان اصلی فیلم: ½۸) فیلمی سیاه و سفید در سبک درام سورئالیستی به کارگردانی فدریکو فلینی و با بازی مارچلو ماسترویانی است. این فیلم محصول شرکت ایتالیایی چینه چیتا می‌باشد و موسیقی آن توسط نینو روتا ساخته شده‌است.
نام این فیلم در اکثر فهرست‌های بهترین فیلم‌های تاریخ سینما به چشم می‌خورد که از این جمله می‌توان به رتبه سوم انتخاب کارگردانان و رتبه نهم انتخاب منتقدان در سایت اند ساوند اشاره کرد.

## داستان
فیلم در مورد آنسلمی، کارگردان سینما، در هنگام ساختن یک فیلم است که در طول فیلم درگیر خاطرات گذشته و دوران کودکی خود می‌شود.

## بازیگران
- مارچلو ماسترویانی - گوئیدو آنسلمی، کارگردان سینما
- آنوک امه - لوئیزا آنسلمی، همسر گوئیدو
- ساندرا میلو - کارلا، معشوقه گوئیدو
- کلودیا کاردیناله - کلودیا، ستاره سینما که گوئیدو او را به شکل زن ایده‌آلش می‌بیند
- روسلا فالک - روسلا، بهترین دوست لوئیزا و رازدار گوئیدو
- گوئیدو آلبرتی - پاچه، تهیه‌کننده فیلم
- ماریو پیسو - ماریو متزابوتا، دوست گوئیدو
- باربارا استیل - گلوریا مورین، دوست‌دختر جوان جدید متزابوتا
- مادلن لوبو - مادلن، هنرپیشه فرانسوی
- کاترینا بوراتو - زنی مرموز در هتل
- ادی وسل - یک مانکن
- دینا د سانتیس
- جودیتا ریسونه - مادر گوئیدو
- فردینان گیوم - دلقک (ذکر نشده)
- اولیمپیا کاوالی - اولیمپیا (ذکر نشده)
- ماریا آنتونیتا بلوتسی - یک تن‌فروش (ذکر نشده)
- جولیو پارادیزی
- ماریو پیسو - ماریو متزابوتا، دوست گوئیدو
- جولیو کالی
- آنی گوراسینی
- آنتونیو آکوآ
- آنیباله نینکی - پدر گوئیدو
- روبرتو نیکولوزی
- یوجین والتر - یک روزنامه‌نگار آمریکایی
- جان کارلسن
- ماریا تدسکی

## جوایز
- اسکار ۱۹۶۳
  - برنده بهترین طراحی لباس فیلم سیاه و سفید برای پیرو جراردی
  - برنده بهترین فیلم خارجی
  - نامزد بهترین طراحی صحنه برای پیرو جراردی
  - نامزد بهترین کارگردانی برای فدریکو فلینی
  - نامزد بهترین فیلم‌نامه غیر اقتباسی